# Protection (Kansas)
Protection és una població dels Estats Units a l'estat de Kansas. Segons el cens del 2000 tenia 558 habitants.

## Demografia
Segons el cens del 2000, Protection tenia 558 habitants, 241 habitatges, i 152 famílies. La densitat de població era de 226,8 habitants/km².
Dels 241 habitatges en un 23,7% hi vivien nens de menys de 18 anys, en un 51,9% hi vivien parelles casades, en un 7,1% dones solteres, i en un 36,9% no eren unitats familiars. En el 35,3% dels habitatges hi vivien persones soles el 21,6% de les quals corresponia a persones de 65 anys o més que vivien soles. El nombre mitjà de persones vivint en cada habitatge era de 2,15 i el nombre mitjà de persones que vivien en cada família era de 2,67.
Per edats la població es repartia de la següent manera: un 20,1% tenia menys de 18 anys, un 4,3% entre 18 i 24, un 19,5% entre 25 i 44, un 26,2% de 45 a 60 i un 29,9% 65 anys o més.
L'edat mediana era de 50 anys. Per cada 100 dones de 18 o més anys hi havia 85,1 homes.
La renda mediana per habitatge era de 26.917 $ i la renda mediana per família de 36.705 $. Els homes tenien una renda mediana de 26.071 $ mentre que les dones 15.682 $. La renda per capita de la població era de 16.973 $. Entorn del 8,2% de les famílies i el 13,5% de la població estaven per davall del llindar de pobresa.

## Poblacions més properes
El següent diagrama mostra les poblacions més properes.